# Kairos

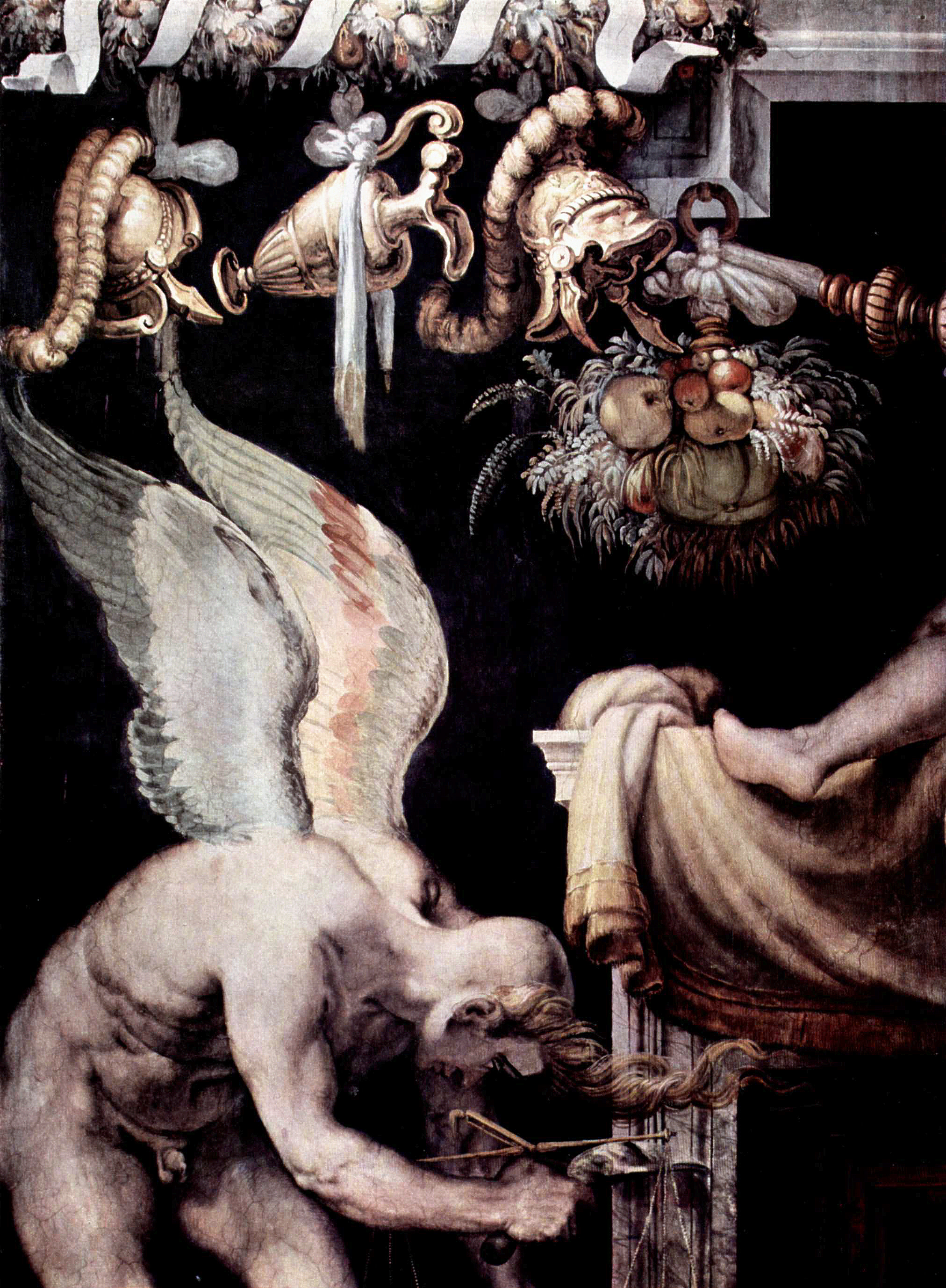
Kairos auf einem Fresko von Francesco Salviati im Audienzsaal des Palazzo Sacchetti in Rom, 1552/54

Kairos (altgriechisch Καιρός Kairós, deutsch ‚das rechte Maß, die gute Gelegenheit‘) ist ein Begriff für den günstigen Zeitpunkt einer Entscheidung, dessen ungenutztes Verstreichen nachteilig sein könnte. In der griechischen Mythologie wurde der günstige Zeitpunkt als Gottheit personifiziert. Im Neuen Testament bedeutet Kairos „die festgesetzte Zeit im Plan Gottes“, die Zeit, in der Gott handelt.
Kairos ist eines der drei Wörter, die die alten Griechen für „Zeit“ hatten; die anderen sind Chronos (χρόνος) und Äon (aiṓn). Während sich Chronos auf die chronologische oder sequentielle Zeit bezieht, bezeichnet Kairos einen geeigneten oder günstigen Zeitpunkt für eine Handlung. Während Chronos quantitativ ist, hat Kairos einen qualitativen, dauerhaften Charakter. Der Begriff aiṓn (Äon) bezeichnet das individuelle ‚Leben‘ oder die ‚Lebenszeit‘, dann auch eine ‚sehr lange, unbegrenzte Zeit‘, ein ‚Zeitalter‘ oder ‚die Ewigkeit‘.

## Ursprünge
In seinen etymologischen Studien über das Wort aus dem Jahr 1951 führt der britische Altphilologe Richard Broxton Onians (1899–1986) die primäre Wurzel auf altgriechische Assoziationen mit Bogenschießen und Weben zurück. Beim Bogenschießen bezeichnet Kairos den Moment, in dem ein Pfeil mit ausreichender Kraft abgeschossen werden kann, um ein Ziel zu durchdringen. Beim Weben beschreibt Kairos den Moment, in dem das Schiffchen durch die Fäden des Webstuhls geführt werden kann.

## Rhetorik

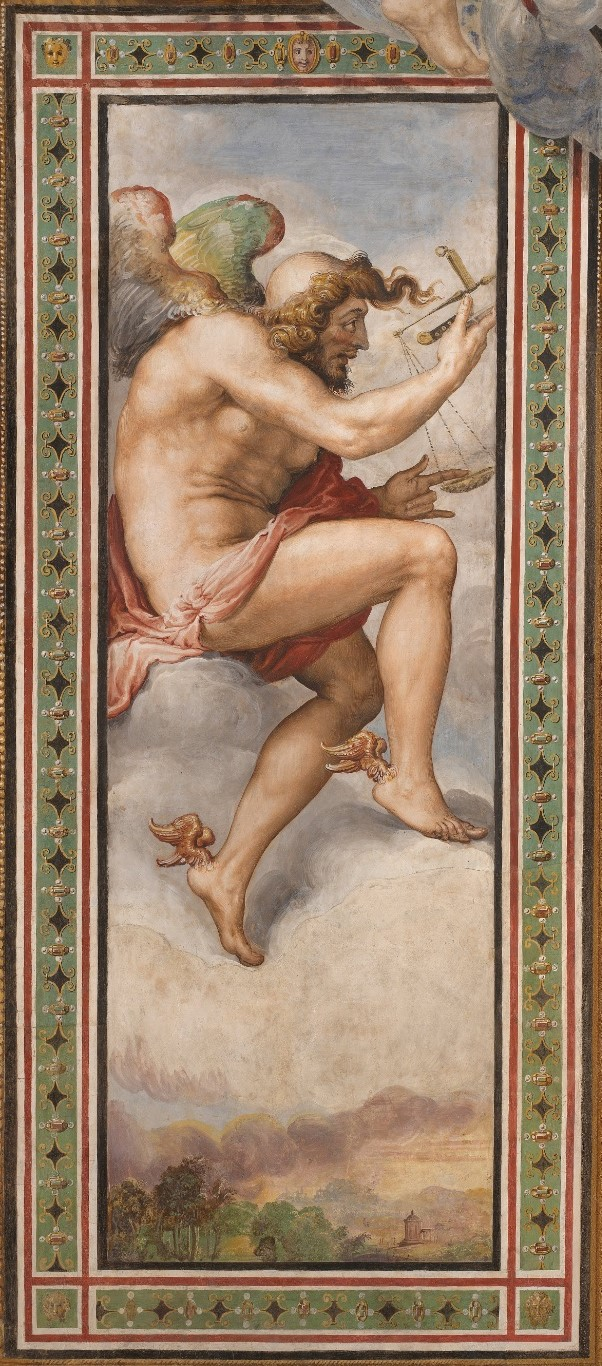
Il Tempo Opportuno, Fresko von Francesco Salviati (1543–1545), Sala dell’Udienza, Palazzo Vecchio, Florenz

Kairos als Gottheit erfuhr keine allgemeine kultische Verehrung; der spätere, von Pausanias (um 115 – um 180) bezeugte Kult in Olympia stellt eine Ausnahme dar. Daher war auch der (nicht erhaltene) Hymnos auf den Kairos des Tragödiendichters Ion von Chios (um 480 – 423/422 v. Chr.) thematisch bemerkenswert. Denn insgesamt ist Kairos mehr ein intellektuelles Konzept und nur selten als Personifikation eine Gottheit. Nach Ion von Chios und Pindar, die beide im 5. Jahrhundert v. Chr. tätig waren, galt dem Kairos besonders im 4. Jahrhundert verstärkte Aufmerksamkeit: Gorgias von Leontinoi (um 485 – um 385 v. Chr.), der „Vater“ der Sophistik, soll in seinem Rhetorik-Handbuch (Techne) darüber geschrieben haben. Seither gehört die Vorstellung vom Kairos als der sich bietenden Gelegenheit, die der Redner erkennen und ergreifen müsse, auf die er flexibel einzugehen verstehen müsse und für die er die in der Situation angemessenen Worte finden müsse, zu den Lehrinhalten der griechischen Rhetorik (Isokrates, Aristoteles).  In der 2. Hälfte des 4. Jahrhunderts entstand dann auch Lysipps statuarische Darstellung des personifizierten Kairos mit der Frisur und den Attributen voller Symbolik.

## Mythologie
Anders als Chronos, der griechische Gott der Zeit, spielt Kairos in der griechischen Mythologie keine oder allenfalls eine kleine Nebenrolle. Ion von Chios (490–421 v. Chr.) nannte ihn zwar in seinem Hymnos (Hymne) den „jüngsten Sohn des Zeus“ – eine poetische Erfindung, aber kein Beleg für eine olympische Genealogie. Erst durch die bronzene Plastik des Lysipp, Hofbildhauer Alexander des Großen, erhielt Kairos eine späte Aufnahme in den olympischen Götterhimmel.
Ein Kult des Kairos ist einzig an dem – nicht erhaltenen – Altar des Kairos in Olympia überliefert, der in der Nähe eines Hermes-Altars aufgestellt war, wie Pausanias berichtet. Allerdings zeugen Nachbildungen des Lysipp’schen Kairos von einem verbreiteten Kairos-Kult vom Hellenismus bis in oströmische Zeit. In der Ikonologie rückt Kairos zunehmend nicht nur in die Nähe von Hermes, dem schnellen Götterboten, sondern auch von Tyche, der Fügung des Zufalls, und der Nemesis, die die menschliche Hybris bestraft.
Poseidippos von Pella (3. Jahrhundert v. Chr.) hat in seinen Epigrammen aus Olympia auch einen Dialog des Betrachters mit Kairos verfasst:

„Wer bist du?

Ich bin Kairos, der alles bezwingt!

Warum läufst du auf Zehenspitzen?

Ich, der Kairos, laufe unablässig.

Warum hast du Flügel am Fuß?

Ich fliege wie der Wind.

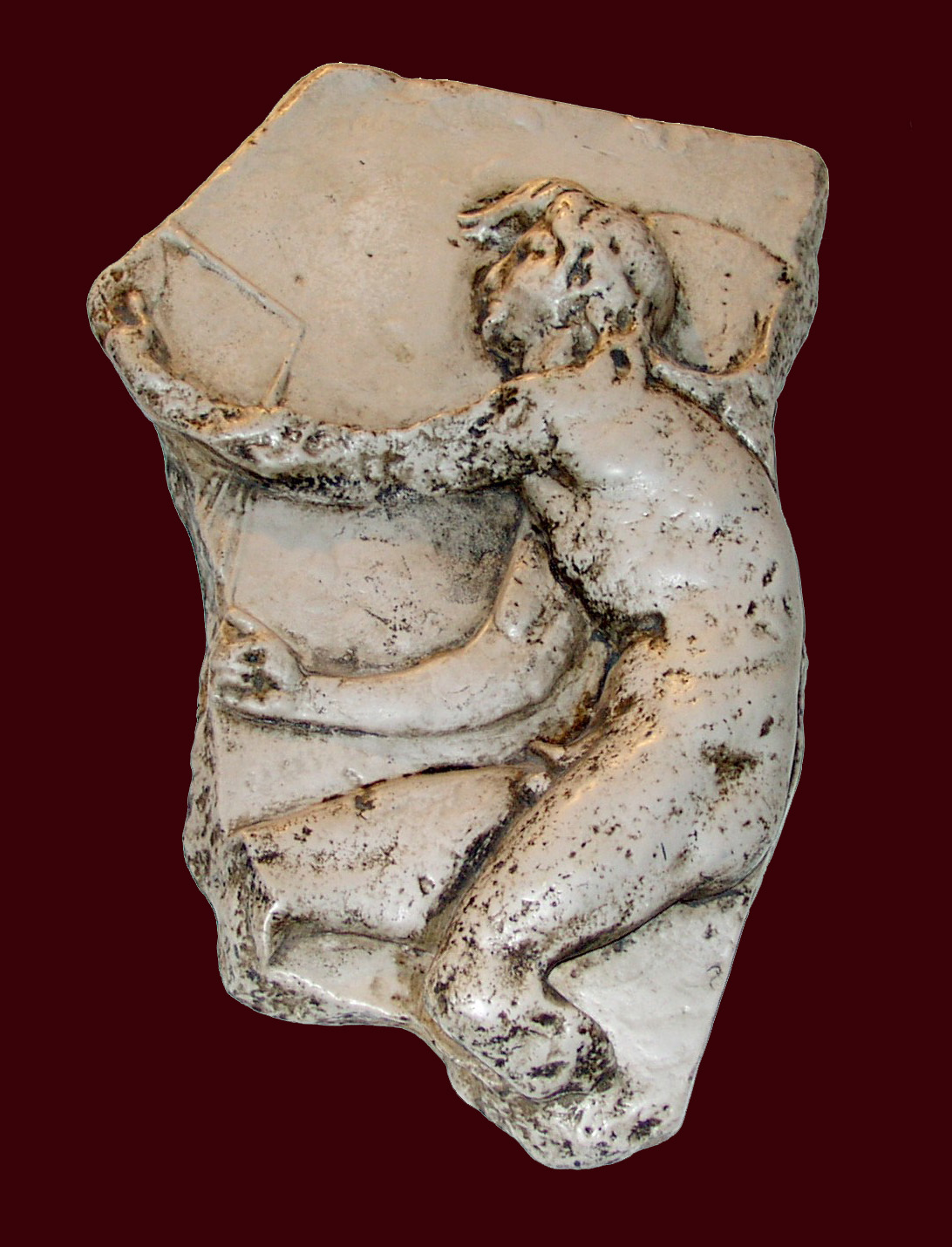
Kairos-Relief von Lysippos, Kopie in Trogir

Warum trägst du in deiner Hand ein spitzes Messer?

Um die Menschen daran zu erinnern, dass ich spitzer bin als ein Messer.

Warum fällt dir eine Haarlocke in die Stirn?

Damit mich ergreifen kann, wer mir begegnet.

Warum bist du am Hinterkopf kahl?

Wenn ich mit fliegendem Fuß erst einmal vorbeigeglitten bin,

wird mich auch keiner von hinten erwischen,

so sehr er sich auch bemüht.

Und wozu schuf dich der Künstler?

Euch Wanderern zur Belehrung.“

Die Redensart, „die Gelegenheit beim Schopf“ zu packen, wird auf diese Darstellung des Gottes zurückgeführt: Wenn die Gelegenheit vorbei ist, kann man sie am kahlen Hinterkopf nicht mehr fassen.
Die Redensart „auf Messers Schneide“ stammt von Darstellungen des Kairos mit einer Waage, die auf einer Rasierklinge balanciert.

## Philosophie
Im älteren Altgriechischen wird der Ausdruck Kairos als der rechte Zeitpunkt erfasst. Er steht im Gegensatz zum langen Zeitabschnitt Chronos (χρόνος chrónos) und zum Tag (ἡμέρα hēméra). Erstmals wurde diese Besonderheit der ältestgriechischen Zeitauffassung problematisiert durch einen Aufsatz von Hermann Fränkel (1931). Kritisch weitergeführt wurde die Debatte u. a. von Michael Theunissen in einer Auseinandersetzung mit der Lyrik Pindars.
Im antiken Griechenland wurde der Kairos von den beiden wichtigsten Denkschulen auf dem Gebiet der Rhetorik verwendet, die sich speziell mit der Frage beschäftigten, wie der Kairos auf Reden anzuwenden ist. Die konkurrierenden Schulen waren die der Sophisten und ihrer Gegenspieler, angeführt von Philosophen wie Aristoteles und Platon. Die Sophisten betrachteten die Rhetorik als eine Kunstform. John Poulakos definiert die Rhetorik aus der Sicht der Sophisten wie folgt: „Rhetorik ist die Kunst, die in günstigen Momenten das Angemessene zu erfassen sucht und versucht, das Mögliche anzudeuten.“ Aristoteles und Platon hingegen betrachteten die sophistische Rhetorik als ein Mittel, um andere zu manipulieren, und kritisierten diejenigen, die sie lehrten.
Auch Aristoteles und seine Anhänger erörtern in ihren Lehren die Bedeutung des Kairos. In seiner Rhetorik verwendet Aristoteles die Idee des Kairos unter anderem in Bezug auf die Besonderheit jeder rhetorischen Situation. Aristoteles war der Ansicht, dass jede rhetorische Situation anders ist und daher zu diesem Zeitpunkt auch andere rhetorische Mittel eingesetzt werden müssen. Einer der bekanntesten Abschnitte in Aristoteles’ Rhetorik ist die Erörterung der Rolle von Pathos, Ethos und Logos. Aristoteles verknüpft den Kairos mit diesen Begriffen und behauptet, dass es in jeder rhetorischen Situation Zeiten gibt, in denen eines der Mittel vor den anderen eingesetzt werden muss.
Für Aristoteles ist Kairos „das Gute in der Zeit“. Für den Philosophen Georg Wilhelm Friedrich Hegel (1770–1831), den letzten Vertreter des deutschen Idealismus, und für John Dewey (1859–1952), einen Vertreter des amerikanischen Pragmatismus, muss zwischen dem qualitativen Charakter des Kairos und seiner Entstehung unterschieden werden. So ist Kairos auch das Ergebnis von vorangegangenen Mühen, Praxis und Geduld.
Für den italienischen Philosophen und Essayisten Giorgio Agamben ist der Kairos die Zeit der messianischen Erfüllung/Außerkraftsetzung des Gesetzes, in welcher der Chronos „gestaucht“ wiederholt wird. Antonio Negri und Michael Hardt verwenden ihn für ihre postoperaistische (neomarxistische Strömung und soziale Bewegung) Revolutionstheorie.
In der Philosophie ist es der entscheidende Augenblick selbst, in der Religion steht Kairos auch für die Entscheidung zwischen Glaube und Unglaube.

## Christliche Theologie
In biblischen Texten wird das Wort Kairos für einen von Gott gegebenen Zeitpunkt, eine besondere Gelegenheit, den Auftrag zu erfüllen, verwendet. 

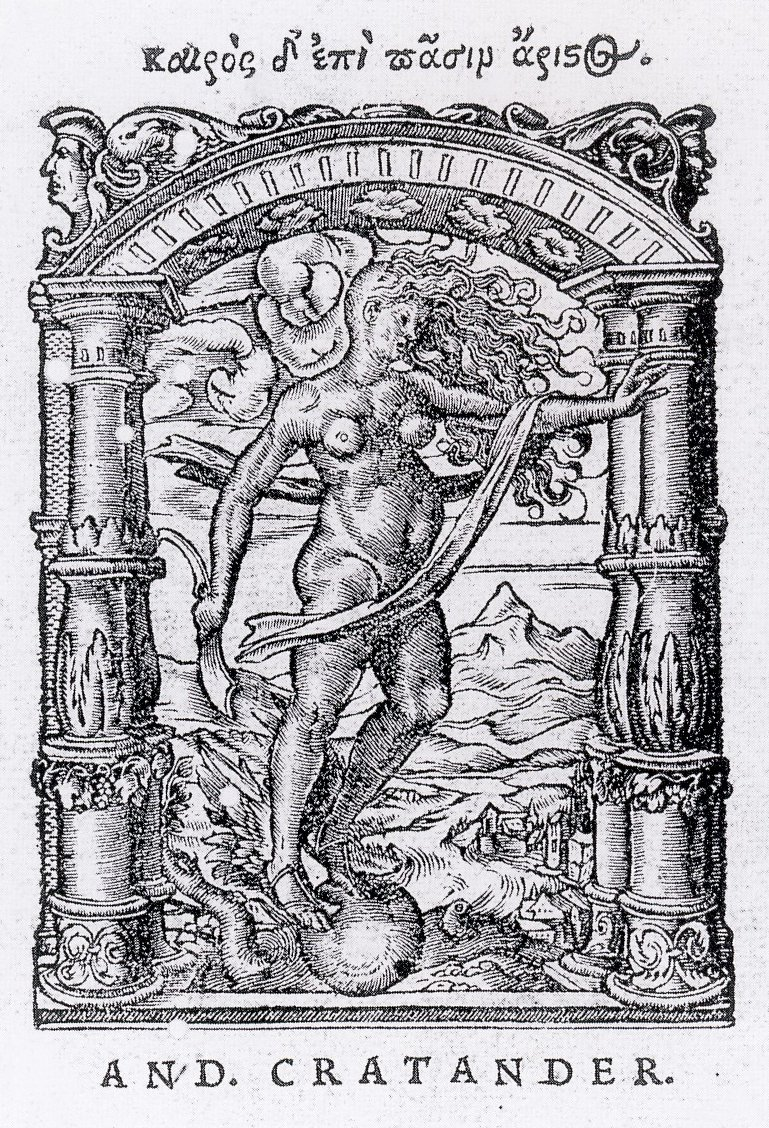
Druckermarke für den Drucker Andreas Cratander, 1522

Im Neuen Testament bedeutet Kairos „die festgesetzte Zeit im Plan Gottes“, die Zeit, in der Gott handelt (z. B. Markus 1,15: der Kairos ist erfüllt und das Reich Gottes ist nahe). „Kairos“ wird im Neuen Testament 86 Mal verwendet und bezieht sich dort auf einen günstigen Zeitpunkt, einen Augenblick oder eine Zeit im Jahr wie eine Erntezeit (Matthäus 21,34), während Chronos 54 Mal verwendet wird und sich auf eine bestimmte, eher quantitative Zeitspanne bezieht, z. B. einen Tag oder eine Stunde (z. B. Apostelgeschichte 13,18 und 27,9). 
In den orthodoxen und katholischen Kirchen des Ostens ruft der Diakon vor Beginn der Göttlichen Liturgie dem Priester zu: „Kairos tou poiēsai tō Kyriō“ (Καιρὸς τοῦ ποιῆσαι τῷ Κυρίῳ), d. h. „Es ist Kairos, dass der Herr handelt“, was darauf hinweist, dass die Zeit der Liturgie ein Schnittpunkt mit der Ewigkeit ist.
Der lutherische Theologe und Religionsphilosoph Paul Tillich hat den Begriff in seinem Werk The Interpretation of History prominent verwendet. Für ihn sind die Kairoi jene Krisen in der Geschichte, die eine Gelegenheit für eine existenzielle Entscheidung des menschlichen Subjekts schaffen und diese auch einfordern – das Kommen Christi ist das beste Beispiel dafür (vgl. Karl Barths Verwendung von Geschichte im Gegensatz zu Historie). Im Kairos-Dokument, einem Beispiel für die Befreiungstheologie in Südafrika unter der Apartheid, wird der Begriff Kairos verwendet, um „die festgesetzte Zeit“, „die entscheidende Zeit“ zu bezeichnen, in die das Dokument oder der Text gesprochen wird. Paul Tillich verwendet den Begriff im 20. Jahrhundert auch für seine sozialistische Geschichtsphilosophie. Immanuel Wallerstein nimmt ihn in seinem Buch Unthinking Social Science wieder auf, um eine postmoderne Theorie gesellschaftlichen Wandels zu formulieren.

## Psychologie
Der Kairos ist ein Begriff, den Carl-Gustav Jung bei der Ausarbeitung seines Konzepts der Synchronizität verwendet hat. Kairos ist der Moment, in dem das Bewusstsein eines Individuums eine besondere Sensibilität für das gleichzeitige Auftreten zweier zufälliger Ereignisse zum Ausdruck bringt. Die Person stellt in diesem Moment aufgrund eines Zustands ihres Bewusstseins eine Verbindung zwischen diesen beiden Ereignissen her. Die Koinzidenz, die dann als Übereinstimmung wahrgenommen wird, wird für die Person, die sie erlebt, bedeutungsvoll. Die vom Klienten berichtete Kairos-Erfahrung ist ein spezifisches Ereignis innerhalb des psychotherapeutischen Prozesses. Die Kairos-Erfahrung, die der Klient erfährt, ist dann für den Psychotherapeuten ein besonderes Ereignis.

## Darstellung in der bildenden Kunst
Urbild aller Kairos-Darstellungen ist die verschollene Bronzeplastik des Lysipp aus Olympia, von der nur noch Bruchstücke einer römischen Marmorkopie erhalten sind. Ein in Turin aufbewahrtes Marmorrelief nach Lysipp zeigt den Gott als weit ausschreitenden, nackten Jüngling mit lockigem Haar und kahlgeschorenen Hinterkopf. Flügel wachsen ihm aus Schulter und Fersen. In seiner Linken trägt er eine Balkenwaage, während der Zeigefinger der rechten Hand auf die sinkende rechte Waagschale hinweist. Nach diesem Vorbild sind einige Darstellungen auf antiken Siegeln und Sarkophagen erhalten.
Das Relief weicht in einigen Punkten von der Beschreibung des Pausanias ab: Es fehlt das Messer,  Flügel an der Schulter werden nicht erwähnt. Auch bei anderen Attributen gibt es im Lauf der Zeit Veränderungen, so wird Kairos gelegentlich auf Flügelrädern, einem Attribut der Nemesis, oder balancierend auf einer Kugel wie Fortuna dargestellt.
Seit der Spätantike konnte Kairos auch als Occasio, die günstige Gelegenheit – theologisch auch die „Gelegenheit zur Sünde“ – als weibliche Personifikation latinisiert werden. Die Vorstellung, dass Occasio vorne einen Haarschopf trage und hinten kahl sei, findet sich auch noch in den mittelalterlichen Carmina Burana. Ein Beispiel aus der bildenden Kunst der Renaissance ist Holbeins Druckermarke für den Basler Drucker Andreas Cratander von 1522. Hier ist eine junge Frau mit wallender Haarpracht und kahlem Hinterkopf dargestellt. Sie hält ein Messer und tänzelt mit Flügelschuhen auf einer Kugel. In dieser Darstellung werden Attribute von Fortuna und Kairos vereint.
Das Kairos-Relief befindet sich in der Kirche Santa Maria Assunta auf der Insel Torcello in der Lagune von Venedig. Dargestellt ist Kairos als bartloser junger Mann, bekleidet mit einem Schurz (Perizoma) und folgenden Attributen: Waage, Messer und geflügelten Räderschuhen. Seine Attribute sind der antiken Literatur entnommen. Abweichend von dieser Tradition ist das Messer jedoch kein antikes Rasiermesser, sondern eine Art Schwert, das über dem Kopf geschwungen wird.

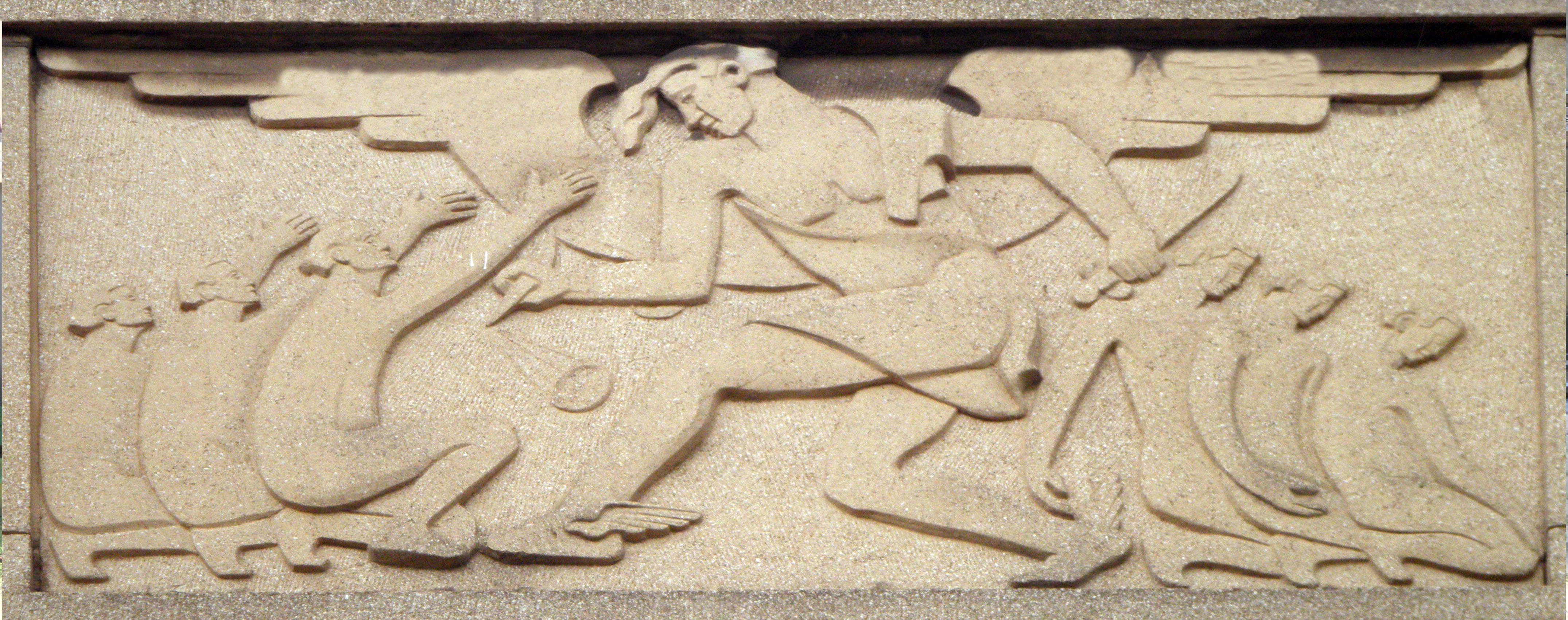
Modernes Kairos-Relief vom niederländischen Künstler Janny Brugman-de Vries am ehemaligen Alexander-Hegius-Turnhalle am Nieuwe Markt in Deventer in den Niederlanden